# 横江荘
横江荘（よこえのしょう）は、平安時代から戦国時代にかけて加賀国にあった荘園である。東大寺領。

## 概要

### 所在
加賀国石川郡、現在の石川県白山市横江町から金沢市上荒屋にかけての地域。

### 規模
818年（弘仁9年）の時点で、86町5段200歩。

### 起源
8世紀末に桓武天皇が皇女の朝原内親王に授与した「親王賜田」の一つ。 

### 領主
朝原内親王 → 酒人内親王 → 東大寺 → 横江氏 → 天龍寺

## 備考
1970年（昭和45年）、同荘園跡から平安時代初期の掘立柱建物跡が検出され、1972年（昭和47年）に国の史跡に指定された。2008年（平成20年）、平安時代の回廊状大型区画施設遺構が発見され、石川郡庁があった可能性が出てきたという。